# Historia Żydów w Kole
Historia Żydów w Kole – historia Żydów w mieście Kole, od najwcześniejszych wzmianek o mieszkańcach miasta wyznania mojżeszowego z 1432 roku do czasów PRL.

## Historia

### Średniowiecze i Rzeczpospolita Obojga Narodów
Pierwsza wzmianka o Żydach w Kole pochodzi z 1432 roku, kiedy to Lochman, Żyd kolski procesował się z Janem, synem Mrokoty z Janiszewa. W XV wieku w Kole powstał także kahał. Żydowska gmina w Kole nie jest wymieniona w rejestrze osiedli żydowskich płacących taksę koronacyjną z 1507 roku, brak ten może być jednak wytłumaczony tym, że w rejestrze zapisywano jedynie gminy odpowiedzialne za uiszczenie całej sumy, a kilka ośrodków mogło opłacać ten podatek wspólnie.
W maju 1555 roku wojewoda Marcin Zborowski nadał kolskim Żydom przywilej, zwalniający ich od sądownictwa miejskiego i przypisujący ich sądownictwu wojewodzińskiemu. 22 czerwca 1564 roku król Zygmunt II August wydał dla Żydów pozwolenie na zamieszkiwanie w mieście. Zostali oni również zobowiązani do uiszczania takich samych podatków jak mieszczanie, uzyskali również pozwolenie na prowadzenie działalności handlowej. W 1565 roku kolscy Żydzi posiadali 9 domów oraz 1 budynek pełniący funkcję szkoły. W 1571 roku zawarli również z władzami miasta układ, na mocy którego miasto zobowiązywało się do ochrony ich zamieszkiwania w zamian za opłatę w wysokości 2 grzywien rocznie. Według rejestrów poborowych z 1579 roku Koło zamieszkiwało 46 Żydów. Według rejestrów kolskiej komory celnej kolscy Żydzi trudnili się wówczas głównie handlem skórami i łojem. Według akt miejskich trudnili się również udzielaniem pożyczek, a poza tym także handlem bawełną, woskiem, pieprzem oraz mydłem i suknem. 
W 1593 roku uzyskali również prawo do uwalniania z aresztu swoich współwyznawców za poręczeniem wydanym przez starszego gminy żydowskiej.
W 1616 roku istniały w Kole 24 domy żydowskie, w tym 3 będące zastawem. W 1628 roku 30 Żydów trudniło się handlem, 4 było szklarzami, 2 sukiennikami, a 6 było kramarkami. Wizytacja kolskiej parafii katolickiej z 1629 roku wspomina o istnieniu w mieście synagogi. W wizytacjach z tych lat kolscy Żydzi skarżą się również na nękanie ich przez mieszczan częstymi podwodami, mieszczanie natomiast wskazywali, że Żydzi bez zgody władz miejskich przyjmują do miasta obcych swego wyznania i ochraniają ich. Przed potopem szwedzkim do kolskiej gminy żydowskiej miało należeć około 240 osób.
Według lustracji z 1659 roku w Kole istniało tylko 5 zamieszkałych domów żydowskich, działało także 11 żydowskich handlarzy i rzemieślników. Najprawdopodobniej spadek ludności żydowskiej spowodowany był potopem szwedzkim i wrogością Polaków wobec Żydów, których oskarżano o sprzyjanie Szwedom. W 1674 roku w Kole mieszkało już 24 Żydów, co stanowiło około 11,8% populacji. 
Wizytacja z 1765 roku wspomina istnienie w mieście synagogi, bożnicy oraz cmentarza żydowskiego położonego „za rzeką”. W mieście mieszkało wówczas 256 Żydów, zajmujących 59 domów. Według historyków żydowskich Żydów mogło mieć jednak ponad 300. Większość kolskich Żydów zajmowało się handlem i rzemiosłem (głównie krawiectwem)  Rok 1765 jest przyjęty jako początek funkcjonowania w mieście drewnianej synagogi, usytuowanej przy Nowym Rynku, zwanym również Rynkiem Żydowskim. W 1774 roku istniało 65 żydowskich gospodarstw domowych, z których 58% było zakładami rzemieślniczymi. W XVIII wieku kolscy Żydzi na mocy decyzji starościańskiej posiadali prawo pędzenia wódki.
Z XVIII wieku pochodzą również liczne świadectwa o napaściach na Żydów i sporach między nimi a kolskim mieszczaństwem. W czerwcu 1789 roku starosta Rafał Gurowski zwolnił z urzędu burmistrza miasta za spoliczkowanie starszego gminy żydowskiej.

### Okres zaborów

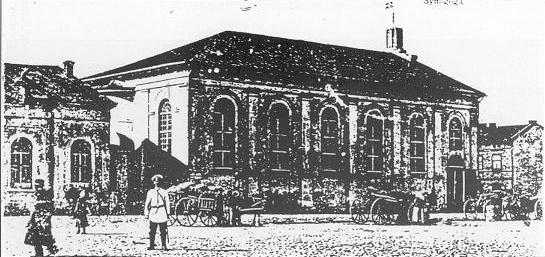
Budynek wielkiej synagogi w Kole

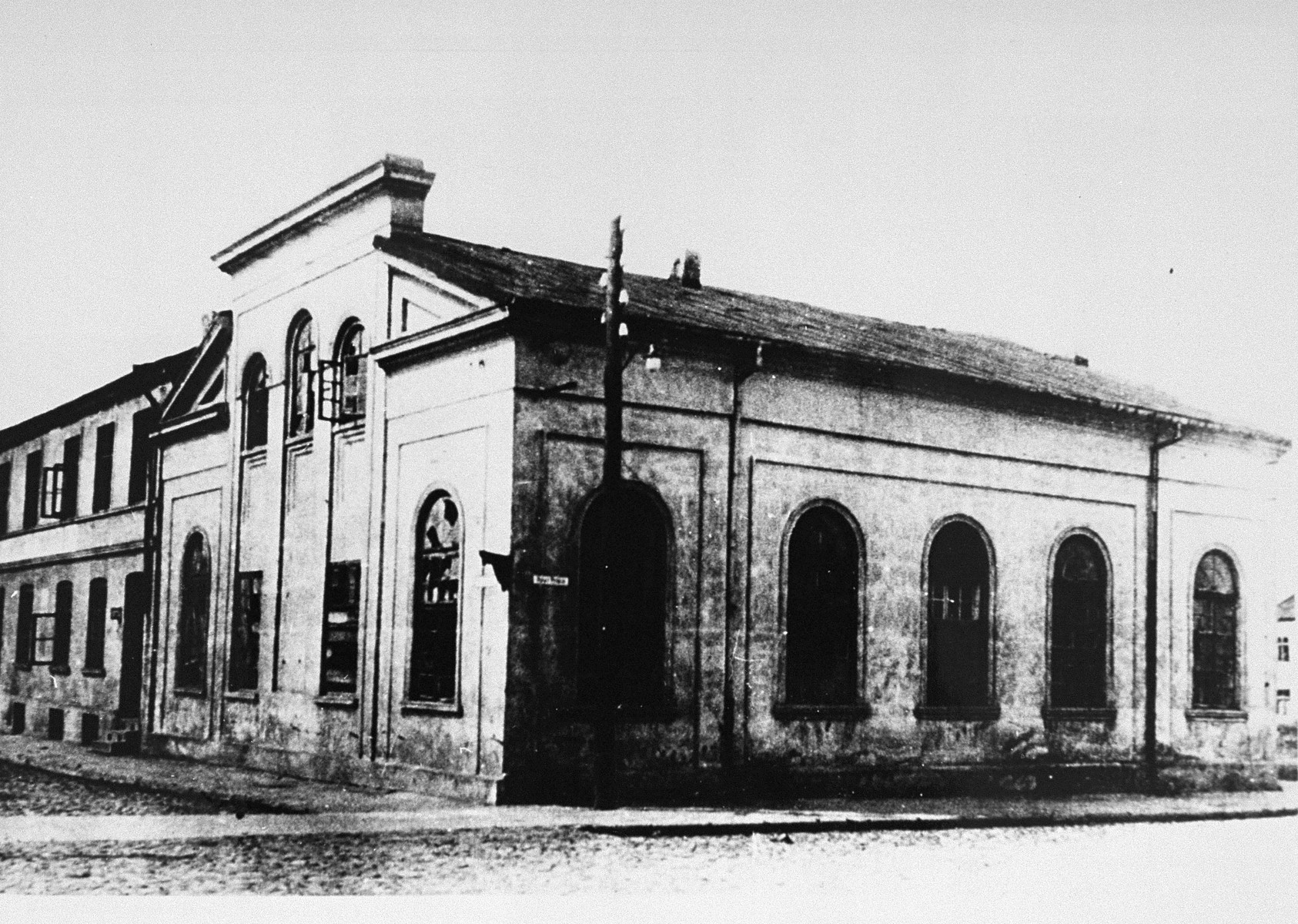
Mała synagoga w Kole, zdjęcie z 1945 roku

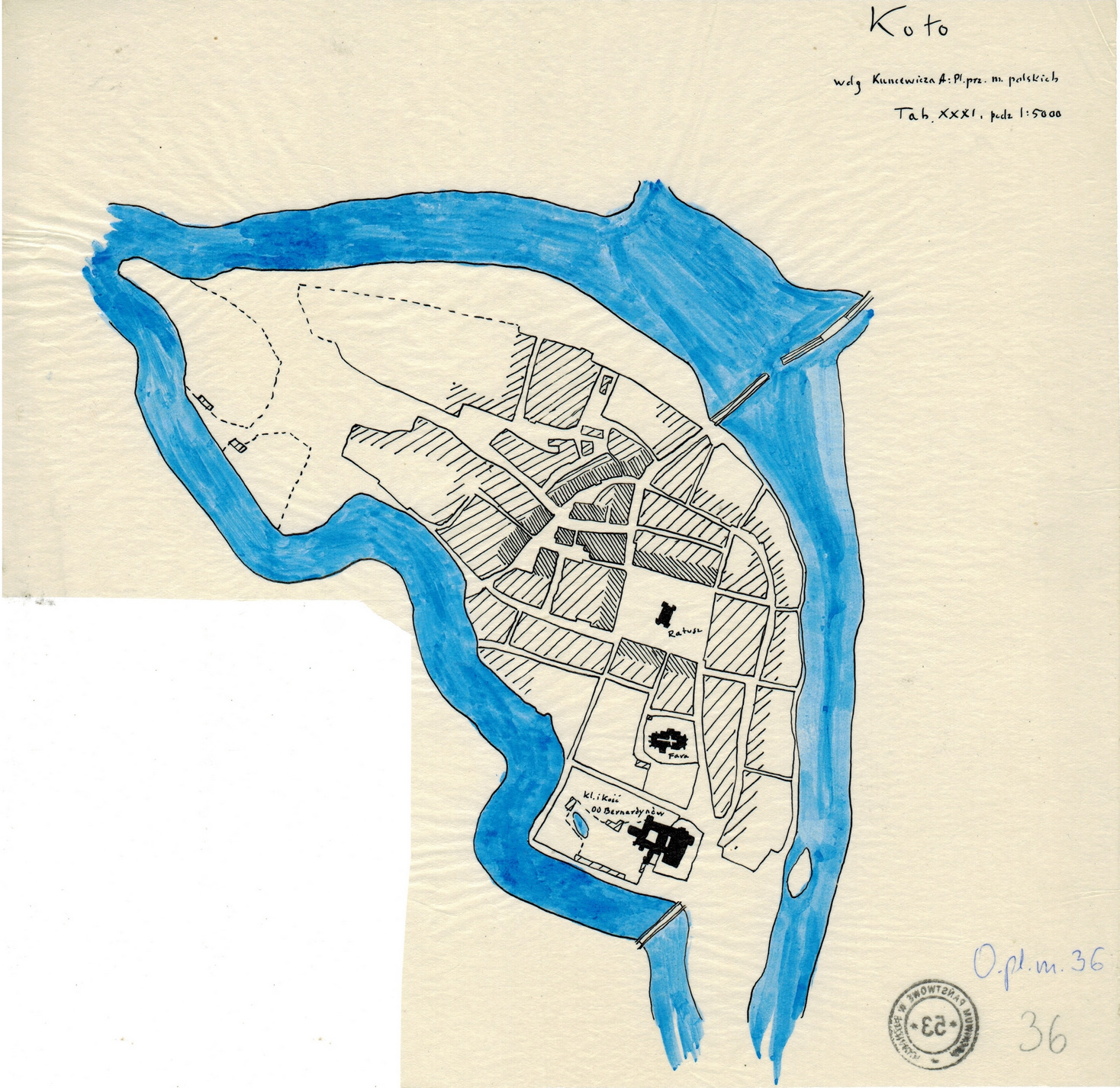
Stare Miasto w Kole, miejsce zamieszkania większości kolskich Żydów

Na przełomie 1793 i 1794 roku w Kole mieszkało 561 Żydów, chociaż wizytacja kanoniczna kolskiej parafii katolickiej z tego samego okresu szacuje liczbę mieszkańców wyznania żydowskiego na 205 osób. Zaniżona liczba może być jednak związana z nieufnością Żydów wobec kościelnych wizytatorów. W mieście miało mieszkać wówczas 436 katolików. W 1808 roku w Kole mieszkało 802 Żydów.
W 1818 roku w mieście mieszkało już 930 Żydów, a w 1828 roku – 1207. W 1818 burmistrz Jan Hiller przedstawił komisarzowi województwa kaliskiego Plan rewiru dla Żydów w mieście Kole, który miał obejmować część Starego Rynku i pobliskich ulic.
Niemiecki opis Koła z 1839 roku, zamieszczony w publikacji Historisch-geographische Darstellung Alt- und Neu-Polens wspomina o istnieniu w mieście synagogi. Od 1846 roku rabinem w Kole był Meir Auerbach, późniejszy naczelny rabin aszkenazyjski w Jerozolimie.
Około 1854 roku kolscy Żydzi postanowili wybudować w mieście nową, murowaną synagogę. Na przełomie czerwca i lipca 1854 roku zawiązał się komitet koordynujący działania związane z budową synagogi. Nową bożnicę oddano do użytku w 1860 roku. Opis statystyczny miasta z maja tego roku wspomina istnienie w mieście dwóch synagog: małej, murowanej i pokrytej dachówką oraz wielkiej, krytej blachą. Od czasu wybudowania wielkiej synagogi, poprzednia, mniejsza bożnica pełniła funkcję szkoły oraz koszerni żydowskiej. Niedługo po wybudowaniu nowej synagogi gmina żydowska rozpoczęła działania zmierzające do wybudowania nowego domu bożniczego, w którym miały się znaleźć m.in. mykwa i mieszkania służby. W 1860 roku w mieście mieszkało 2478 Żydów.
W XIX wieku Żydzi zajmowali się również działalnością gospodarczą, m.in. w 1867 roku Michał Rauch założył w mieście młyn parowy, a w 1889 roku Kuczyński założył w Nagórnej fabrykę haftu. W 1897 roku liczba kolskich Żydów wyniosła 4013, co stanowiło 42,9% populacji. 52% kolskich Żydów utrzymywało się z handlu, a 23% z pracy w przemyśle i rzemiosła.
Na początku XX wieku w Kole powstały koła organizacji Ceirej Syjon, a w 1916 roku w mieście założono pierwsze struktury Bundu.

### Dwudziestolecie międzywojenne
W 1918 roku otwarto w mieście Gimnazjum koedukacyjne Żydowskiego Związku Szkolnego. Początkowo było to gimnazjum o profilu matematyczno–przyrodniczym, a od 1925 roku humanistycznym. W 1926 roku w szkole uczyło się 47 uczniów i 39 uczennic. Szkoła nie posiadała praw gimnazjum państwowego. 
Według spisu z 1919 roku w Kole istniało 93 przedsiębiorstw żydowskich (w mieście istniały tylko 4 nie-żydowskie). W mieście działały m.in. fabryka maszyn rolniczych, dwie drukarnie, tartaki, młyn oraz fabryka haftu. W 1921 roku w Kole mieszkało 5159 Żydów, którzy stanowili 45% populacji miasta. W okresie dwudziestolecia międzywojennego w mieście działało wiele organizacji i stowarzyszeń żydowskich: m.in. Stowarzyszenie Dobroczynności „Gemiłus Chesed”, Żydowski Związek Kupców, Żydowski Związek w Kole, Żydowskie Towarzystwo Gimnastyczno-Sportowe „Makabi”, prowadzące m.in. sekcję piłkarską i tenisową, oraz żydowska biblioteka i czytelnia. W mieście działało także żydowskie przedszkole im. Włodzimierza Medema (pod patronatem Bundu, od 1928), Wyznaniowa Szkoła Powszechna „Jabne”, Szkoła Powszechna Żydowska „Et Chaim”. 
Kolscy Żydzi posiadali wielokrotnie reprezbentację w kolskiej radzie miejskiej, swoje listy w wyborach samorządowych wystawiały m.in.: Poalej Syjon, Żydowska Socjalistyczna Partia Robotnicza, Żydowski Blok Narodowy Zjednoczenia Pracy i Bund. Jednym z najbardziej wpływowych ugrupowań w Kole była partia Poalej Syjon, której przedstawiciele, dr Szulrichter-Gaworowska i Abram Koniński brali udział w wyborach na delegatów na XV Kongres Syjonistyczny w 1927 roku.  
W Kole funkcjonowała rada gminy żydowskiej. Do 1932 roku na czele rady stał Josef Schwarz, którego w wyborach we wrześniu 1932 roku zastąpił Mojsze Berkowic. Mojsze Berkowic na przełomie października i listopada tego samego roku został zastąpiony przez Salomona Goldberga, który pozostał na stanowisku do 1934 roku, kiedy to ustanowiono zarząd komisaryczny z rabinem na czele. Działalność rady gminy żydowskiej naznaczona była konfliktami pomiędzy Żydami ortodoksyjnymi, a tymi wywodzącymi się z bardziej liberalnych ugrupowań. 20 stycznia 1932 roku Policja przeszukała lokal Poalej Syjon w Kole, w którym znaleziono paczkę ulotek komunistycznych. Pięciu działaczy partii aresztowano i zwolniono tydzień później. W tym samym roku 16-letni Jakub Ariel Reichert założył w Kole oddział organizacji Ha-Noar ha-Cijoni. 
W latach 30. XX wieku w mieście dochodziło także do antysemickich ekscesów, jak m.in. wandalizm, wybijanie szyb w domach żydowskich w lutym 1938 roku, bójki członków Stronnictwa Narodowego z Żydami, polanie ubrań sprzedwanych w sklepach żydowskich kwasem solnym czy zamalowywanie szyldów w sklepach żydowskich. Żydzi byli właścicielami 42 sklepów spożywczych, 20 handlujących butami, odzieżą, materiałami krawieckimi, oraz restauracji i hotelu. Większość rzemieślników było krawcami i szewcami. 20 kolskich rodzin żydowskich zajmowało się rolnictwem, w Kole było także trzech żydowskich lekarzy, dentysta, 30 nauczycieli i 10 urzędników.  
W okresie dwudziestolecia międzywojennego Koło odwiedzało wielu przedstawicieli społeczności żydowskiej, wśród nich znaleźli się m.in. Janusz Korczak, pisarz Joel Mostawoj, Ida Kamińska i Jack Rechtzeit. Kolscy Żydzi utrzymywali również kontakt z osobami takimi jak Izaak Grünbaum czy Mosze Kol. 
Na początku 1939 roku w mieście mieszkało 4560 Żydów. Kolscy Żydzi uczestniczyli w subsydiowaniu Pożyczki Obrony Przeciwlotniczej. W okresie dwudziestolecia międzywojennego w Kole istniał kibuc prowadzony przez organizację Borochow Jugent, działały także oddziały Ha-Szomer Ha-Cair, Betaru (z siedzibą przy ulicy Grodzkiej) i Międzynarodowej Syjonistycznej Organizacji Kobiet.

### II wojna światowa

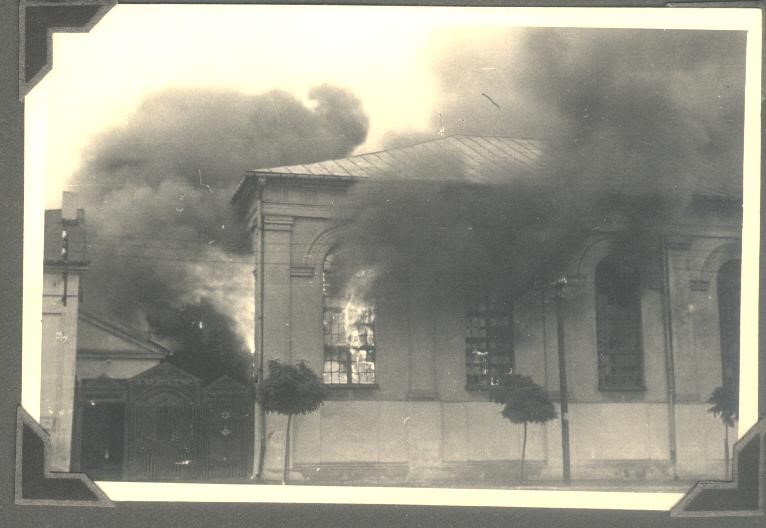
Płonąca synagoga w Kole, 20 września 1939 roku

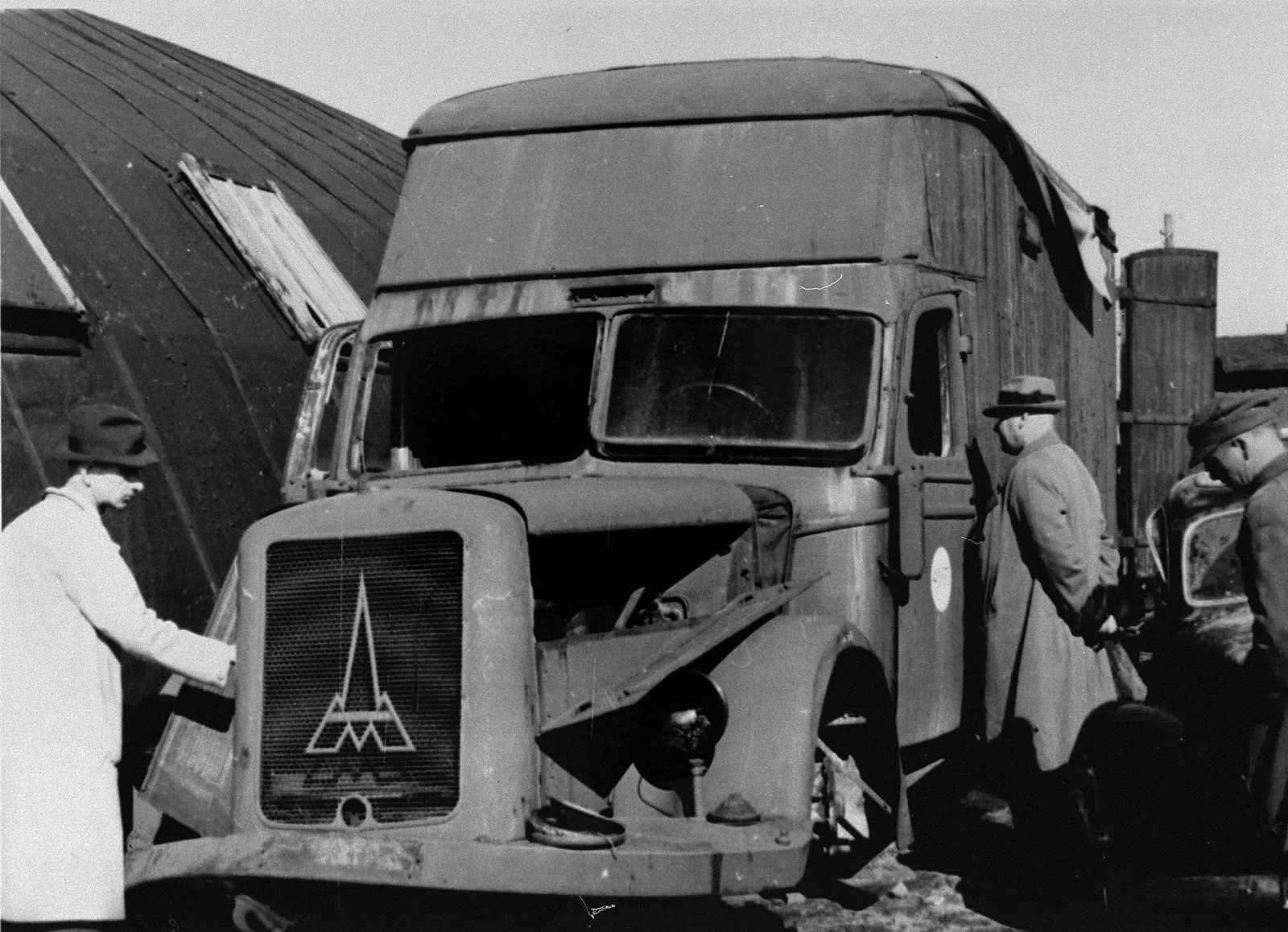
Samochód marki Magirus-Deutz, podobne samochody były używane jako mobilne komory gazowe w obozie zagłady w Chełmnie, samochód odnaleziono w Kole w 1945 roku

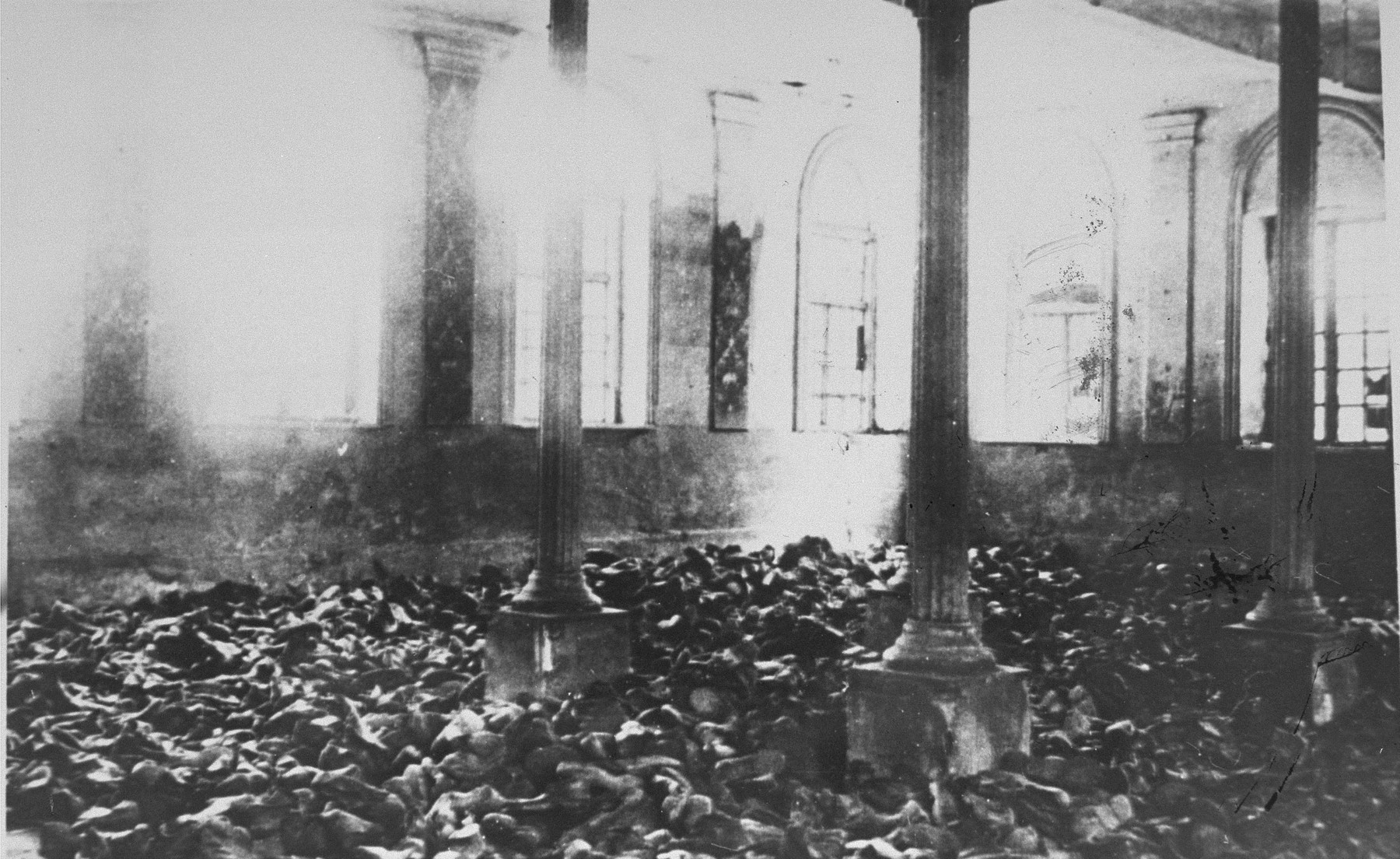
Przedmioty osobiste ofiar obozu zagłady w Chełmnie pozostawione w małej synagodze w Kole, 1945

Koło zostało zajęte przez Wehrmacht w 18 września 1939 roku. Według wspomnień świadków niedługo po tym – 20 września 1939 roku – okupanci podpalili budynek większej synagogi, oskarżając o to Żydów. Według relacji świadków okupanci wpychali do ognia próbujące ratować budynek kobiety żydowskie, chociaż inni świadkowie wskazywali, że Niemcy brali czynny udział w akcji gaśniczej. Według niektórych relacji, mieli także zburzyć domy mieszkalne zajmowane przez Żydów przy ulicy Garnarskiej oraz w śródmieściu. 
Jeszcze we wrześniu 1939 roku Niemcy rozstrzelali przypadkowo zatrzymanego na ulicy pracownika Biblioteki Żydowskiej Szlomę Bierzwińskiego, któremu nakazali wcześniej sprzątnąć zwłoki dwóch zabitych wcześniej Polaków. Po zajęciu miasta Żydom zakazano posiadania gotówki w kwocie większej niż 2 tysiące złotych, nakazano im również oddanie Niemcom wszystkich posiadanych zapasów żywności. Do końca 1939 roku w Kole zamordowano ponad 300 osób, zabroniono również pochówków na kolskim cmentarzu żydowskim, a pochówki przeniesiono do Ruszkowa Drugiego. Egzekucje odbywały się na Nowym Rynku i cmentarzu żydowskim. Według relacji świadków, chorych Żydów okupanci mieli torturować, paląc ich na stosach słomy ustawionych na rynku. 
Krótko po zajęciu miasta niemiecka administracja wydała rozporządzenie wzywające wszystkich mieszkańców pochodzenia żydowskiego od 14 do 60 roku do codziennej, przymusowej pracy. Jednym z pierwszych zadań wyznaczonych kolskim Żydom była naprawa wysadzonego w trakcie odwrotu wojsk polskich mostu na Warcie. Według wspomnień świadków Żydzi zmuszani byli do pracy od rana do wieczora, miejsce pracy było otoczone stanowiskami karabinów maszynowych, a pracujący byli często bici, kłuci bagnetami i torturowani. Według zeznań Niemcy zrzucili również mostu do rzeki kilkanaście osób, następnie zakazując innym ratowania ich. 
W październiku 1939 roku wszystkie żydowskie przedsiębiorstwa przeszły pod zarząd niemiecki. W drugiej połowie października przy ścianie teatru rozstrzelano Izaaka Sywosza, u którego podczas rabunku odnaleziono łuskę od pocisku, będącą pamiątką ze służby wojskowej jego syna – plut. Jakuba Sywosza, poległego w bitwie nad Bzurą. W listopadzie 1939 roku powołano w Kole 11–osobowy Judenrat, na czele którego stanął Pinchas Brenner.
W latach 1939–1941 kolskich Żydów wywożono głównie do Generalnego Gubernatorstwa. Pod koniec listopada 1939 roku rozpoczęto akcję wysiedlania Żydów z Koła. Ponad 1300 Żydów zgromadzono w budynku synagogi mniejszej na rogu Nowego Rynku oraz w budynku przy dzisiejszej ulicy Wojciechowskiego. Na początku grudnia 1939 roku grupa ponad 1139 Żydów trafiła do obozu przejściowego w Izbicy, a następnie skierowana została do obozów w Sobiborze i Bełżcu. Część kolskich Żydów trafiła także do Turobina, Hrubieszowa i Zamościa. 3 i 4 października 1940 roku 150 rodzin żydowskich wysiedlono do getta wiejskiego we wsiach Bugaj i Nowiny Brdowskie, w grupie tej znalazł się m.in. Mordechaj Podchlebnik. Wiosną 1941 roku kolejnych Żydów wywieziono do wsi w powiecie zamojskim. 
W grudniu 1940 roku na terenie Starego Miasta w Kole utworzono getto, w którym gromadzono pozostałą w mieście ludność żydowską. Getto funkcjonowało w części starówki na zachód od ulicy Rzeźniczej, zostało ogrodzone płotem, a wszystkie przejścia i okna w budynkach granicznych zamurowano. Mimo zamknięcia więźniowie getta prowadzili handel z mieszkańcami okolicznych wsi. W 1941 roku kolscy Żydzi byli wywożeni do obozów pracy, m.in. w Poznaniu, Krzyżownikach oraz we Wrocławiu. W 1940 roku w Lublinie rozstrzelany został kolski rabin, Dawid Chaim Zilber-Margolit (według innych źródeł zginął w 1941).
W grudniu 1941 roku w Kole mieszkało już tylko około 2 tysiące Żydów, wkrótce później większość z nich została zamordowana w pobliskim obozie zagłady w Chełmnie nad Nerem. Ostatnia wywózka Żydów z Koła miała miejsce w dniach 8–11 grudnia 1941 roku. Jeszcze przed wywózką do obozu, oczekujący na transport Żydzi zobowiązani byli do zapłacenia po 4 reichsmarki od osoby za rzekomą podróż na wschód, pozwolono im zabrać ze sobą również 10 kilogramów bagażu. Więźniowie getta byli prowadzeni do siedziby Komitetu Żydowskiego przy ulicy Rzeźniczej 6, gdzie następnie sprawdzano ich obecność w wykazie. Według wspomnień świadków właściciel tartaku, Goldberg, miał ubiegać się u Niemców o mianowanie go kierownikiem obozu dla Żydów z Koła na wschodzie. Ostatniego dnia akcji, 11 grudnia, z Koła wywieziono i zgładzono chorych. Od tego czasu miasto było określane jako „Judenfrei” (wolne od Żydów). Mieszkania, z których wyrzucono Żydów, przekazane zostały Niemcom z krajów bałtyckich i Związku Radzieckiego.
Niektóre relacje żydowskich mieszkańców miasta złożone są w Archiwum Ringelbluma.
W okresie okupacji mniejsza synagoga w Kole stanowiła punkt przesiedleńczy, w którym umieszczano na krótko wysłanych do Chełmna Żydów, którzy przybyli do Koła koleją z m.in. getta łódzkiego. Transportom Żydów towarzyszyły marsze wywożonych z dworca kolejowego do oddalonej o około 2 kilometry bożnicy. Od marca 1942 roku transporty kierowano jednak do wsi Zawadka.

### Polska Rzeczpospolita Ludowa i czasy współczesne

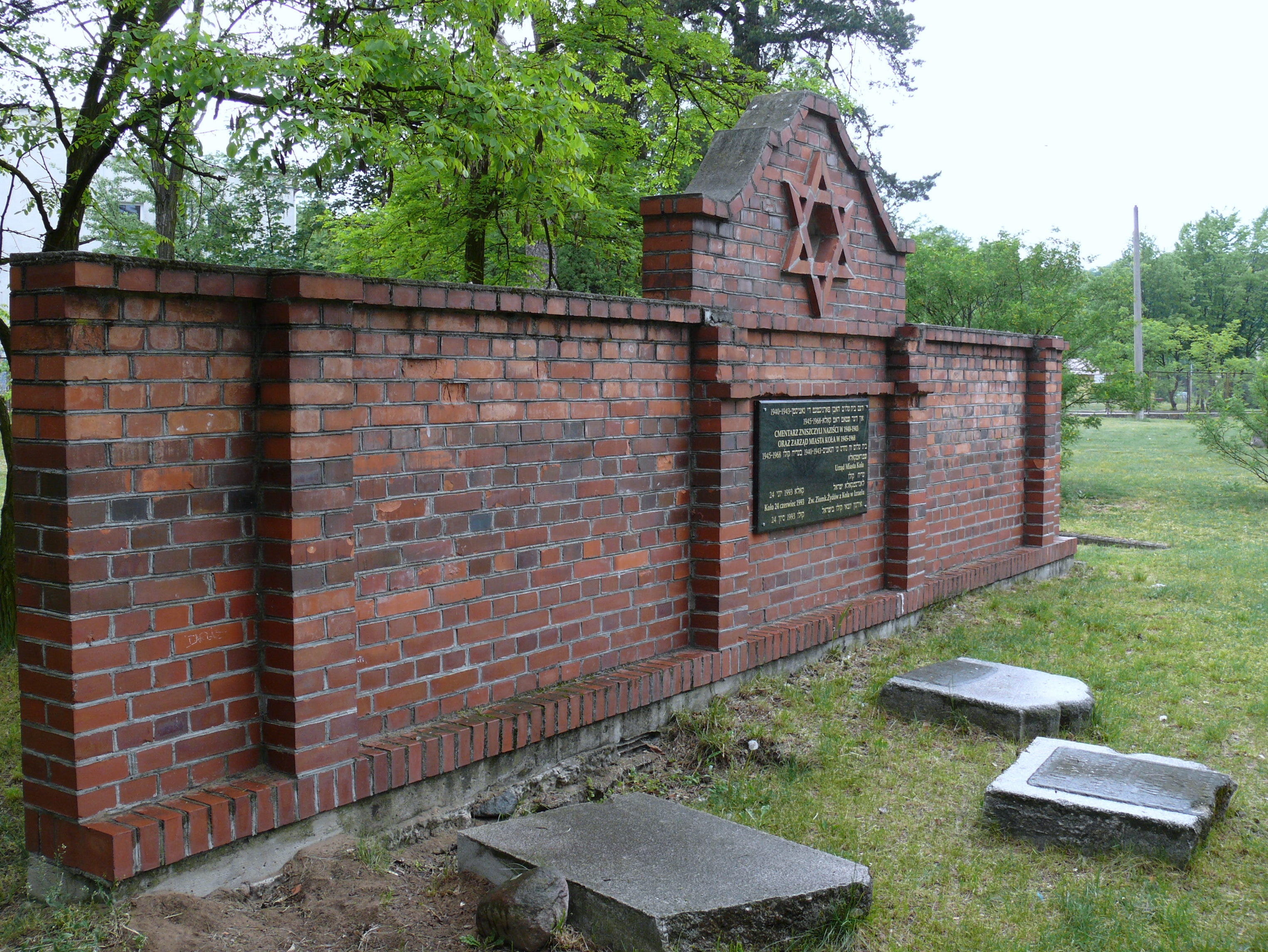
Pomnik na kolskim cmentarzu żydowskim

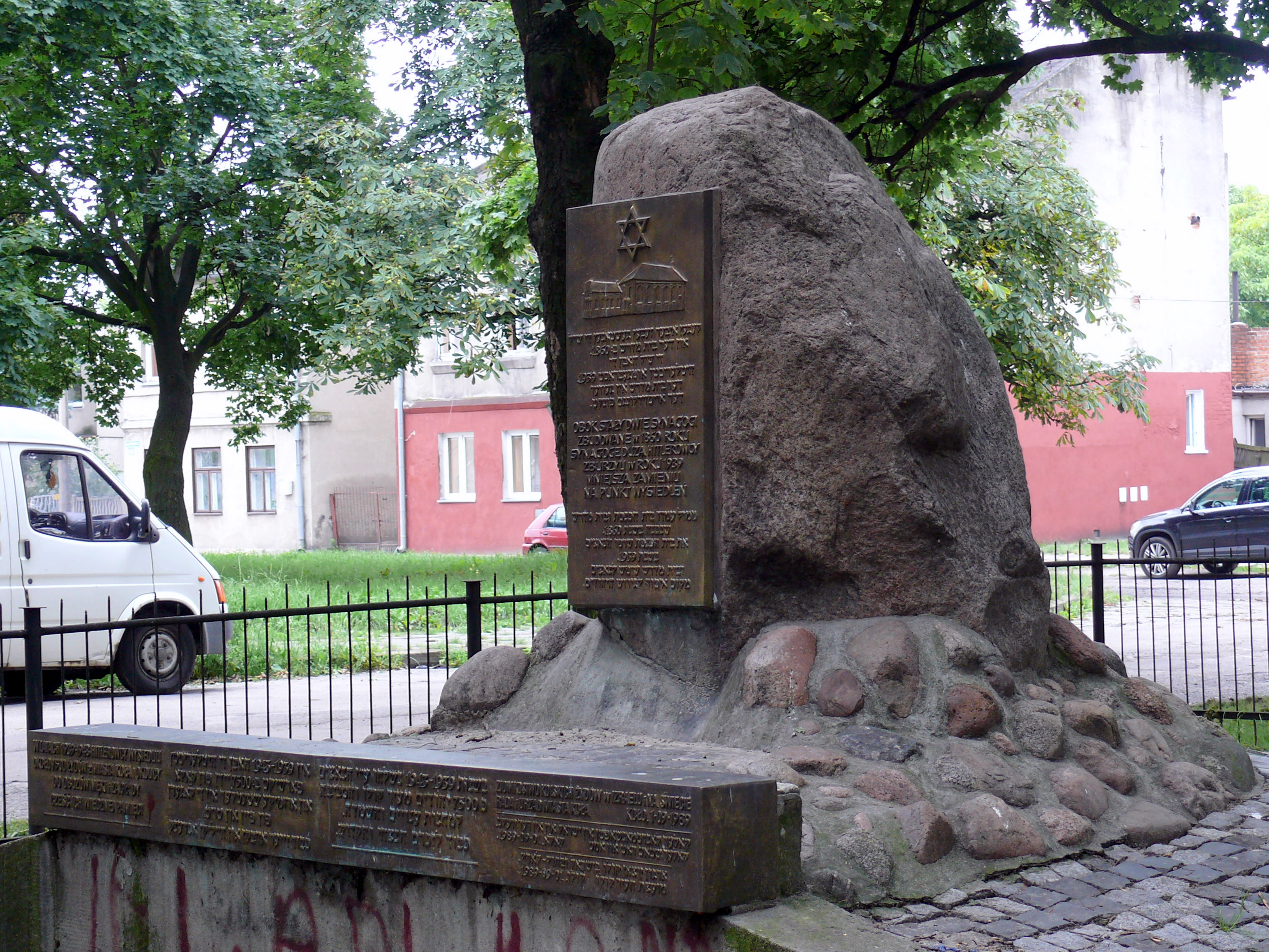
Pomnik na Nowym Rynku upamiętniający żydowskich mieszkańców miasta

Wojnę przeżyło około 300 kolskich Żydów. Po II wojnie światowej w Kole nie odrodziło się religijne życie żydowskie. W związku z tym ocalony budynek synagogi mniejszej pozostawał pod opieką kolskiego starostwa powiatowego. W kwietniu 1945 roku 20 ocalałych Żydów założyło powiatowy oddział Centralnego Komitetu Żydów Polskich z siedzibą przy ulicy Krzywej 4. 
W czerwcu 1945 roku z Sądu Okręgowego w Łodzi do Koła oddelegowano sędziego Władysława Bednarza, który zamieszkał tymczasowo w Kole. Towarzyszył mu prokurator Julian Leszczyński. 10 czerwca 1945 roku Bednarz dokonał oględzin synagogi, mykwy oraz budynku zajmowanego przez Judenrat. 18 czerwca 1945 roku z pomocą miejscowych kobiet narodowości niemieckiej uprzątnął budynki, następnie wystosował pismo do Komendy Powiatowej Milicji Obywatelskiej z prośbą o zabezpieczenie 4748 par butów pozostawionych w bożnicy przez transportowane tędy ofiary obozu w Chełmnie, gdyż były one rozkradane przez mieszkańców. Buty zostały zmagazynowane w magazynie przy Wydziale Powiatowym w Kole. W listopadzie 1945 roku w Kole dokonano oględzin samochodu uznanego za mobilną komorę gazową na podwoziu marki Magirus, w tym samym miesiącu przesłuchiwano oskarżonego o dokonywanie mordów na ludności cywilnej kolskiego policjanta – Augusta Piellę. 
Według części źródeł budynek synagogi spalił się jesienią 1945 roku. Ruiny większej synagogi rozebrano w 1946 roku. Na miejscu dawnej synagogi mniejszej i budynku Judenratu wybudowano następnie sklep meblowy. W sierpniu 1946 roku nie działała już w Kole żadna instytucja żydowska, a w samym mieście mieszkało tylko 35 Żydów. W tym samym roku powstało ziomkostwo kolskich Żydów z siedzibą w Łodzi.
W okresie PRLu na terenie dawnego cmentarza żydowskiego wybudowano Miejski Dom Kultury. Próbowano wybudować tam także basen, budowy jednak zaniechano. Podczas budowy Miejskiego Domu Kultury robotnicy odkopali szczątki pochowanych tu Żydów, dzięki staraniom Eliasza Zajde szczątki zebrano i przewieziono na teren cmentarza żydowskiego w Szczecinie. 24 czerwca 1993 roku na terenie dawnego cmentarza odsłonięto pomnik w formie fragmentu muru z tablicą pamiątkową.
W 1985 roku w filmie Shoah przedstawiono wywiad z mieszkańcem Koła – Bronisławem Falborskim.
W 1989 roku staraniem Eliasza Zajde i Ziomkostwa Żydów Kolskich odsłonięto również pomnik-obelisk upamiętniający synagogi żydowskie na Nowym Rynku w Kole. Ziomkostwo Żydów Kolskich było organizacją działającą w latach powojennych i zrzeszającą ok. 150 Żydów mieszkających w Izraelu, Stanach Zjednoczonych, Niemczech i Szwecji.
1 września 2009 roku na ścianie kolskiego ratusza odsłonięto tablicę pamiątkową poświęconą kolskim Żydom. W grudniu 2021 roku w Muzeum byłego Obozu Zagłady w Chełmnie nad Nerem zorganizowano wystawę poświęconą kolskim Żydom pt. „Życie kolskich Żydów sprzed lat…”, której autorką jest Magdalena Babik.

## Żydzi związani z Kołem

### Rabini Koła
Źródło:
- Lejzer bar Gedelia (początek XIX wieku)
- Efraim Segal (1820)
- Efraim Beer (Beor) Lewi (1816 oraz od około 1826)
- Aron Engelman (1833)
- Mosiek Engelman (1845)
- Meir Auerbach (1847)
- Dawid Fligeltow (ok. 1861–1865)
- Awigdor Jehuda Dakwil (druga połowa XIX wieku)
- Chaim Jakob Szapira (1867–1872)
- Wiktor Lajbuś Lewenthal (1872–1889)
- Dawid Chaim Zilber-Margolit (1890–1939)

### Działacze gminy żydowskiej
- Jakub Litman (kantor)
- Josef Schwarz (przewodniczący rady gminy do 1932)
- Mojsze Berkowic (przewodniczący rady przez kilka miesięcy w 1932)
- Salomon Goldberg (przewodniczący rady w latach 1932–1934)

### Mieszkańcy miasta
- Mordechaj Podchlebnik – jeden z uciekinierów z obozu w Chełmnie nad Nerem
- Chaskiel Menche – uczestnik powstania w Sobiborze
- Eliasz Zajde – działacz społeczny i na rzecz upamiętnienia kolskich Żydów, pomysłodawca pomników na cmentarzu żydowskim i na Nowym Rynku